# Soulcalibur
Soulcalibur er det andet spil i kampsports spilserien Soul, udgivet af Namco Bandai. Soulcalibur var fra Arkadeversionen porteret og udgivet til Sega Dreamcast.
Med forbedret grafik og nye funktioner blev Soulcalibur et af Dreamcastens absolut bedst-sælgende spil. Sega Dreamcast porteringen bliver ofte kaldt et af de største og mest revolutionerende kampsports spil hidtil og ligger i øjeblikket med et gennemsnit på 9,6/10, som nr. 4 på Gamerankings liste over bedst anmelderbedømte spil nogensinde.
Soulcalibur er det første spil i Soul serien, hvorfra navnet Soulcalibur indgår, da det første spil hed Soul Edge. Grunden til dette er formenligt at det nye sværd "Soul Calibur", gjorde stor indflydelse på spillenes historie. Derfor valgte Namco Bandai at ændre seriens navn.
Ifølge en tidslinie fremvist af Namco Bandai på deres "Soul Archive" side, finder Soulcaliburs historie til omkring år 1587.